# Șleahtînți, raionul Ternopil, regiunea Ternopil
Șleahtînți (în ucraineană Шляхтинці) este o comună în raionul Ternopil, regiunea Ternopil, Ucraina, formată numai din satul de reședință.

## Demografie
Componența lingvistică a comunei Șleahtînți
     Ucraineană (100%)
Conform recensământului din 2001, toată populația comunei Șleahtînți era vorbitoare de ucraineană (100%).